# Ъ
Ъ, ъ — 28-я буква русского алфавита, где называется «твёрдый знак» (до реформы 1917—1918 годов — 27-я по счёту, называлась еръ), и 27-я буква болгарского алфавита, где называется ер голям («большой ер»); в других славянских кириллических алфавитах отсутствует: её функции при необходимости выполняет апостроф (рус. съезд — укр. з’їзд — бел. з’езд). В старо- и церковнославянской азбуках носит названия ѥръ и є҆́ръ соответственно, происхождение и значение которых неизвестны. В кириллице обычно считается 29-й по порядку и выглядит как ; в глаголице по счёту 30-я, выглядит как . Числового значения не имеет.
Происхождение глаголической буквы принято объяснять как модификацию буквы О ().

## В древнерусском и церковнославянском языках
Примерно до середины XII века буква Ъ обозначала сверхкраткий (редуцированный) гласный звук заднего ряда среднего подъёма (аналогичный по подъёму от передней закрытой «у» как «ы» от передней открытой «и»). После падения редуцированных полностью исчезла в восточнославянских языках; в западно- и южнославянских сохранилась, но во всех, кроме болгарского, осталась редуцированной и на письме не отображается (српски, hrvatski, Strč prst skrz krk). В болгарском же языке фонема обрела тем не менее обратный эффект и постепенно превратилась в полноценный гласный (ɤ) вместе с её обозначением буквой Ъ (съвременната българска азбука), а во многих односложных и некоторых двусложных словах даже попала под ударение (вълк, мъж, ъгъл, и т. п.). Считается, что появлению этого феномена способствовало сильное развитие церковноболгарской письменности среди малограмотного населения в XV—XVI веках, которая в примерно ту же пору оказала значительное влияние и на старорусскую письменность.
На письме, однако, использование этой непроизносимой буквы было небесполезным: она помогала правильно разбивать слово на слоги, а строку — на слова (до перехода к повсеместному применению пробелов): къбг҃омъи҆з̾бра́номꙋцр҃ю̀. В позднейшей церковнославянской письменности употребляется по традиции:
- чаще всего на конце слов после согласных (иными словами, слово может оканчиваться только на гласный, Й, Ь или Ъ);
- в качестве разделительного знака между согласным и гласным на границе приставки и корня;
- в отдельных словах: въслѣдъ, обезъяна, и во всех формах слова другъдруга, другъдругу…

В некоторых случаях (преимущественно на конце предлогов и приставок) ер может заменяться надстрочным знаком, называемым «ерок».

## Русский язык

### Название
Термин «твёрдый знак» (вместо «ер») возник благодаря усилиям барона Н. А. Корфа, стал распространяться так называемый «звуковой метод» обучения грамоте, который был призван заменить прежний «буквослагательный» метод (чтение по складам). Звуковой метод не предполагал использования условных названий букв (аз, буки, веди, ер и др.), поскольку с самого начала акцент делался не на буквах, а на произношении звуков, в том числе «твёрдых» и «мягких».
В Словаре В. И. Даля ер уже называется «твёрдым знаком».

### В дореформенной орфографии
До реформы русского правописания в 1917—1918 годов буква Ъ использовалась по тем же церковнославянским правилам, только без слов-исключений. В отличие от нынешней орфографии, разделительный Ъ ставился не только перед буквами йотированных гласных, но и в некоторых других случаях, вроде съэкономить, разъикаться, двухъаршинный и т. п. (в том числе он позволял различать на письме слова подарочный и подъарочный). Тем не менее разделительный Ъ был крайне редок (как, собственно, и сегодня), а бесполезный Ъ в конце слов занимал примерно 4 % объёма текста и, по подсчётам Л. В. Успенского, до реформы правописания на него ежегодно уходило около 8,5 млн лишних страниц.
Знак «Ъ» мог не использоваться в скорописи, во время передачи телеграфных сообщений и даже в печатных текстах (печать без Ъ распространилась в 1870-e годы, но вскоре её запретили).

### Отмена концевого «Ъ» в проектах орфографической реформы
Впервые вопрос об изменении орфографии поднимался ещё в 1904 году. Тогда на суд Императорской академии наук был вынесен план по исключению лишних букв из русского алфавита. В 1911 году особое совещание при Академии наук одобрило работы предварительной комиссии и вынесло по этому поводу свою резолюцию. Соответствующее постановление было опубликовано в 1912 году.
Согласно плану реформы, «ъ» на конце слов больше не должно было использоваться; сохранялась лишь слогоразделительная функция знака.

### Твёрдый знак после советской орфографической реформы

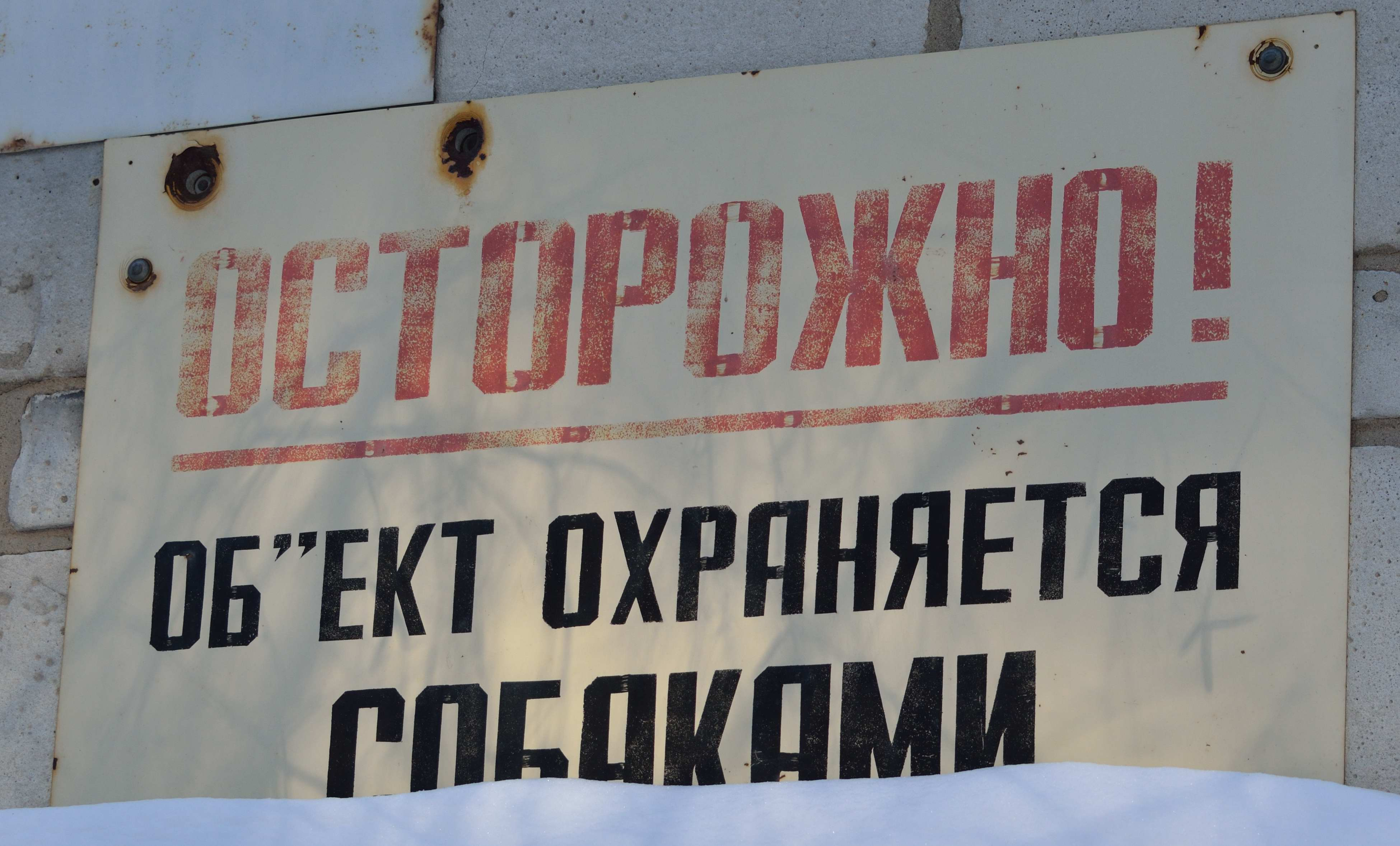
Вывеска, демонстрирующая использование апострофа вместо твёрдого знака

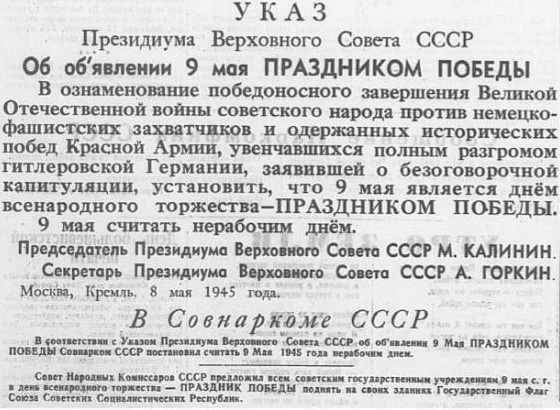
Указ Президиума Верховного Совета СССР от 8 мая 1945 года «Об об’явлении 9 мая ПРАЗДНИКОМ ПОБЕДЫ» с апострофом вместо ъ в слове «объявление»

При проведении реформы буква Ъ в качестве разделительного знака сохранялась; но для борьбы с издателями газет и журналов, не желавшими подчиняться распоряжениям новой власти, декретом ВСНХ от 4 ноября 1918 года литеры и матрицы буквы были изъяты из типографских касс. В результате в качестве разделительного знака распространилось суррогатное обозначение с помощью обычного или перевёрнутого апострофа (под’ём, ад’ютант или подʻём, адʻютант), встречалось также написание в виде двойного апострофа (обˮявление) либо дефиса, особенно при написании заглавными буквами: об-явление, ОБ-ЯВЛЕНИЕ; такое написание стало восприниматься как часть реформы, хотя, на самом деле, с точки зрения декрета, оно являлось ошибочным. Одно время (в конце 1920-х — начале 1930-х годов) оно распространилось и на книгоиздание и даже повлияло на архитектуру. Так, даже оригинальный текст конституции СССР 1924 года был напечатан с использованием апострофа вместо твёрдого знака.
В августе 1928 года Наркомпрос признал несвойственным русской грамматике использование апострофа в середине слова вместо буквы «твёрдый знак».
Тем не менее апостроф продолжал применяться вместо твёрдого знака до шестидесятых годов. В машинописи написание продержалось почти до семидесятых годов (для экономии числа клавиш дешёвые пишущие машинки делались без Ъ, к тому же машинистки старой школы привыкли именно к апострофу; обычно на пишущих машинках вместо Ъ или апострофа использовали машинописные кавычки: ").

### Уничтожение «Ъ» в проекте орфографической реформы 1964 года
В 1963 году в газете «Известия» была опубликована статья проф. А. И. Ефимова о низком уровне грамотности в стране и необходимости упрощения орфографии. Вскоре Постановлением Президиума АН СССР от 24 мая 1963 г. была создана Комиссия по усовершенствованию русской орфографии.
В подготовленный за два года проект, среди прочего, вошло предложение оставить только один разделительный знак — Ь («вьюга», «адьютант», «обьём»).
После снятия с должности Н. С. Хрущёва дискуссия прекратилась, Комиссия после 1964 года не собиралась и прекратила своё существование в 1969-м. Больше подобных предложений не выдвигалось.

### В современной орфографии
В современной русской орфографии Ъ употребляется только как разделительный знак между согласной и гласной. Чаще всего он используется на стыке приставки и корня: «объявление», «подъезд», «панъевропейский», «трансъямальский»), включая «сросшиеся» с корнем в современном русском языке исторические приставки в некоторых заимствованных словах («адъютант», «инъекция», «фельдъегерь»), либо двух примыкающих полных (не сокращённых (!)) основ в сложных словах («трёхъярусный») перед йотированными буквами е, ё, ю, я и означает йотированное («раздельное») их произношение без смягчения предшествующего согласного. Редкий случай Ъ в середине корня, где нет исторической приставки, — «изъян». Перед другими гласными Ъ может появляться только в транскрипции иностранных имён и названий: «Чанъань», «Дзюнъитиро» и тому подобных.
Замечено также использование твёрдого знака перед согласными (например, в названиях койсанских языков: «къхонг», «къган-къне» и тому подобных), хотя допустимость таких написаний, с точки зрения русской орфографии, весьма сомнительна.
Не менее часто твёрдый знак используют вместо айна в таких именах арабского происхождения, как: Бараъ, Муъминат и других, где он при произношении по-русски обозначает беззвучие или паузу. Звук, который он обозначает, похож на тон, который получается у нас тогда, когда, произнося звук «ы», мы резко останавливаемся на половине его произношения, не делая его долгим.
В сложных словах, образованных из сокращений («минюст», «иняз») или из сокращений и полных слов («партячейка»), твёрдый знак не употребляется.

## Болгарский язык
Только в болгарском языке буква ъ (болг. ер голям) имеет собственную своеобразную фонему, под ударением реализующуюся как неогублённый гласный звук заднего ряда средне-верхнего подъёма. В русском языке похожий звук существует, но под ударением никогда не встречается. Он произносится во втором предударном и в заударных слогах на месте «о» и «а»: [мълако] («молоко»), [каровъ] («корова»); вставляется между согласными в сочетаниях наподобие бль, тр: [рубъл’] («рубль»), [т’иэатър] («театр»), ср. болг. театър.
Произношение безударных ъ и а в болгарском совпадает. В сочетании с р произношение ъ приближается к сербскому слогообразующему р, например, в слове Сърбия. До реформы 1946 года ер голям писали также в конце слов: Бѣлградъ («Белград»), миръ («мир»), свѣтъ («свят»). Независимо от ударения болгарская буква ъ передаётся на русский язык с помощью буквы «ы»: Велико-Тырново (болг. Велико Търново), Несебыр (болг. Несебър). На языки с латинской графикой ъ чаще всего передаётся как ǎ либо просто a: Veliko Tǎrnovo, Nesebar.

## Другие славянские языки
В близкородственном болгарскому македонском языке буква ъ не используется. Литературный македонский язык не содержит данной фонемы в качестве самостоятельного звука, однако она может встречаться в диалектах, а изредка также как призвук слогообразующего Р в начале слова, в старинных словах и турцизмах. Соответствующая фонема при необходимости передаётся апострофом, например: ’рж, к’смет, т’га.
В сербском языке в XIX веке Вук Караджич употреблял букву ъ как разделительный знак между слогобразующим р и гласными: умръо, гръоце, заързати. Однако Стоян Новакович ввёл вместо неё две точки над р. Позднее вместо них стали ставить апостроф. В современной сербской орфографии слоговой характер р по соседству с гласными не обозначается. В лингвистических целях могут использоваться две точки (трема). Разделительный знак перед йотированными гласными в сербской орфографии не нужен, так как йот пишется явно, а твёрдые и мягкие согласные обозначаются разными буквами: подјармити (под + јармити) — пођачити (по + ђачити — от ђак «ученик»).
В украинском письме XIX века буква ъ употреблялась только в старых вариантах орфографии: в «ерыжке» и в системе Максимовича — как разделительный знак, и в конце слов; в «кулишовке» — только как разделительный знак; в позднейшей «желеховке» и в созданном на её основе нынешнем правописании заменена апострофом.
В белорусском языке буквы ъ не было с самого начала создания для него самостоятельного алфавита нового времени.

## Неславянские языки

### Разделительный знак
Употребляется перед буквами йотированных гласных при записи кильдинского саамского языка, в письменности современного бурятского и калмыцкого языков. В этом же значении встречается в словах, заимствованных из русского, в карачаево-балкарском, осетинском, татарском и других языках.

### Редуцированный гласный
В румынской кириллице ъ обозначал звук шва, похожий на болгарский ъ, но более передний. В современном румынском алфавите этому звуку соответствует буква ă. В Бессарабии такой вариант использования ъ сохранялся вплоть до 1918 г..
В мокшанском языке, письменность которого построена на основе русского алфавита, ъ используется для отображения редуцированных гласных заднего ряда, например: ърьвя («невеста»), ърдаз («грязь»).
В кетском алфавите обозначает звук [ʌ].

### Фарингальный и глоттальный согласные
Используется в узбекском алфавите на основе кириллицы, а также в чеченском и ингушском письме, обозначая звук [ʔ].
В таджикском языке употребляется только в арабизмах, называется «айн» и отображает такой же звук, как и буква «айн» арабицы: тадж. калъа («крепость»), тадж. раъд («гром»).

### Заднеязычный и увулярный характер согласных
Ъ используется в кириллических алфавитах некоторых тюркских языков в составе диграфов для обозначения велярных и увулярных согласных, отсутствующих в русском. В карачаево-балкарском письме ъ используется в диграфах къ и гъ (непродолжительное время существовал также диграф нъ). В кириллическом варианте письменности крымскотатарского языка также используются диграфы къ, гъ, нъ.
В татарской кириллице используется в некоторых арабо-персидских заимствованиях для обозначения увулярного характера согласных к, г в случаях нарушения общетюркского принципа гармонии гласных и согласных по ряду в слоге (слове).
В осетинском письме используется в диграфах гъ, хъ, обозначающих увулярные согласные. В таком же значении используется в диграфах гъ, къ, хъ во ряде дагестанских и адыгских языков.

### Абруптивный характер согласных
В осетинском письме ъ используется в диграфах къ, пъ, тъ, цъ, чъ, обозначающих абруптивные согласные. В аварском письме къ обозначает увулярный абруптив.

### Глухой характер сонорных
Диграф лъ употребляется в некоторых северокавказских языках и языках азиатских эскимосов, обозначая различные глухие латеральные. В последнем существуют также диграфы мъ, нъ, ӈъ.

### Звонкий характер аффрикаты
Чъ в крымчакском письме обозначает звонкую аффрикату [d͡ʒ].

### Ретрофлексный либо интенсивный характер шипящих
В адыгских языках обозначает ретрофлексные согласные жъ, шъ, чъ, в отличие от постальвеолярных ж, ш, ч.
В удинском языке ъ в составе диграфов и триграфов обозначает интенсивные (сильные) шипящие: чъ, чӏъ, жъ, шъ, джъ.

### Фарингализованный характер гласных
Диграфы с ъ обозначают фарингализованные гласные в тувинском (также трактуются как гласные низкого тона; только в минимальных парах) и удинском языках.

## Варианты начертания
Начертание буквы Ъ разнообразно большей частью размерами при сохранении формы: в уставе она целиком в строке, в полууставе может как быть в строке, так и выступать своей верхней частью вверх, покрывая ею предыдущую букву, но занимая меньше места по ширине. Подобная «высокая» форма вошла и в первые варианты гражданского шрифта и была основной до середины XVIII века.
В некоторых вариантах гражданского шрифта высокая строчная буква ъ теряла свой крючок, то есть по форме была тождественна с латинской строчной b (тогда как строчная ь имела нынешний вид).
В некоторых полууставных рукописях и старопечатных книгах (например, в «Острожской Библии» Ивана Фёдорова) встречается также изображение буквы Ъ с засечкой слева, опускающейся до земли (то есть в виде склеенных «г» и «ъ»), хотя чаще знак такой формы обозначал букву ять.